# Euglenes pygmaeus
Euglenes pygmaeus är en skalbaggsart som först beskrevs av De Geer 1775.  Euglenes pygmaeus ingår i släktet Euglenes, och familjen ögonbaggar. Arten är reproducerande i Sverige.